# Andreas Petri Dyk
Andreas Petri Dyk, född i Horn, död 12 juni 1697 i Skänninge, var en svensk präst.

## Biografi
Dyk föddes på Fågelsrum i Horns socken. Han var son till bonden Per Tyrsson (Dyk). Dyk blev 1661 student vid Uppsala universitet och studerades senare utomlands. 2 mars 1674 blev han kyrkoherde i Skänninge församling, men tillträddes tjänsten först 1675. Dyk prästvigdes 21 juni 1674. Han blev 27 juni 1691 kontraktsprost i Göstrings kontrakt. Dyk avled 12 juni 1697 i Skänninge. Han begravdes den 13 september 1697. Till begravning skrevs Sorge- och Tröstecypresser av Eric Simonius och Ehreminne av Daniel Hadorph, som sedan tryckte.
Dyk var preses vid prästmötet 1692.

### Familj
Dyk gifte sig 1 november 1674 med Margareta Dalin (1652-1739). Hon var dotter till kyrkoherden Daniel Danielis Dalinus och Elisabet Enander i Skänninge. De fick tillsammans barnen Elisabet Dyk (född 1675) som var gift med kyrkoherden Daniel Cnattingius i Västra Ny församling, en son (död 1677), Daniel Dyk (1679-1682), Anna Dyk (född 1680) som var gift med rådmannen Lars Törner i Skänninge och kyrkoherden Östen Gervallius i Högby församling, Helena Margareta Dyk (född 1682) som var gift med kyrkoherden Claudius Livin i Norrköping, Margareta Dyk (född 1684) som var gift med kyrkoherden Abraham Warling i Åsbo församling och kyrkoherden Laurentius Biörckegren i Nykils församling, officeren Anders Dyk (född 1687), Sigrid Dyk (1687-1695) och Kristina Dyk (1691-1694).